# Хинце-Райнхольд, Бруно
Бруно Хинце-Райнхольд (нем. Bruno Hinze-Reinhold; 20 октября 1877, Данциг — 26 декабря 1964, Веймар) — немецкий пианист и музыкальный педагог.
Учился в Лейпцигской консерватории у Роберта Тайхмюллера, Альфреда Райзенауэра и Бруно Цвинчера. С 1901 г. преподавал в Берлинской высшей школе музыки. Как пианист был известен исполнением произведений Ференца Листа. Подготовил ряд изданий музыки Листа, Иоганна Себастьяна Баха и Вольфганга Амадея Моцарта, переложения четырёхручных пьес Франца Шуберта для двух фортепиано, в первое десятилетие XX века опубликовал ряд собственных песен. С 1913 г. преподавал в Веймарской школе музыки (среди его учеников, в частности, Вольфганг Розе). В 1916 году возглавил её, преследуя цель повысить её ранг до университетского. В 1930 г. планы Хинце-Райнхольда стали реальностью, но уже в 1934 г. власти сменили его во главе школы на более активного приверженца нацизма Феликса Оберборбека. Хинце-Райнхольд некоторое время работал в Берлине, а по окончании Второй мировой войны вернулся в Веймар, где продолжал преподавать до конца жизни. Делом жизни Хинце-Райнхольда было сохранение наследия Листа в Веймаре, он даже имел обыкновение появляться в гриме Листа.